# Li (jednostka długości)
Li – chińska jednostka odległości, 里 (Lǐ), li odpowiada 500 metrom. Czasem nazywana milą chińską.
W starożytnych czasach, za panowania dynastii Qin i Han, li odpowiadało około 576 metrom (古代以三百六十步為一里). W czasie Epoki Trzech Królestw natomiast odpowiadało tylko około 77 metrom.
Wielkość li nie była stała poprzez lata, zmieniając się w zakresie od mniej niż 80 do 580 metrów. Obecna, ustandaryzowana wartość wynosi 500 metrów.
Pełna nazwa Wielkiego Muru brzmi po chińsku Wanli Changcheng (万里长城), czyli Mur Długi na 10 000 li. Jako popularne przysłowie funkcjonuje cytat z Daodejing: Marsz na tysiąc li zaczyna się od pierwszego kroku (千里之行始于下步).